# Charlon Kloof
Charlon Anduele Romano Kloof (Paramaribo, 20 de marzo de 1990) es un jugador de baloncesto surinamés-neerlandés que actualmente pertenece a la plantilla del FC Porto de la Liga Portuguesa de Basquetebol. Con 1,91 metros de altura puede jugar tanto en la posición de Base como en la de Escolta. Es internacional absoluto con Países Bajos.

## Trayectoria

### Inicios
Formado en la cantera de los Yellow Birds de Surinam, jugó durante la temporada 2009-2010 en los Titans de Guilford Tech, community college situado en Jamestown, Carolina del Norte, perteneciente a la División II de la NJCAA. 
Disputó 24 partidos con un promedio de 12 puntos (53 % en tiros de campo y 62 % en tiros libres), 3,7 rebotes, 2,6 asistencias y 1,9 robos. Fue el máximo anotador, el 2.º en robos, el 3.º máximo asistente y el 4.º máximo reboteador del equipo, teniendo el 2.º mejor % de tiros de campo y el 4.º mejor % de tiros libres. 
Durante la temporada 2010-2011 estuvo en la Canarias Basketball Academy en Las Palmas de Gran Canaria. Compitió en los torneos estatales de Seton Hall y Rhode Island. Fue elegido uno de los tres mejores jugadores del National Prep School Invitational por ESPN.com. Fue elegido MVP del partido en 2 de los 4 partidos que jugó.

### Universidad
Tras su paso por la Canarias Basketball Academy, asistió a la Universidad de San Buenaventura, situada en Allegany, Nueva York, donde cerró su periplo universitario (2011-2014).
En su primera temporada, su año sophomore (2011-2012), jugó 32 partidos (27 como titular) con los Bonnies con un promedio de 6,4 puntos (37,3 % en triples y 65,8 % en tiros libres), 2,1 rebotes y 2,7 asistencias en 25 min. Fue el 2.º máximo asistente (87) y el 2.º en robos (27) del equipo, además de tener el 3.er mejor % de triples (22-59).
Ganaron el torneo de la Atlantic Ten Conference. En su primer partido contra los Cornell Big Red, el 11 de noviembre de 2011, anotó 4 puntos, dio 3 asistencias y robó un balón en 17 min. Su primer partido como titular fue contra los Buffalo Bulls, el 3 de diciembre de 2011. Metió 12 puntos (2-2 de 3) y repartió 4 asistencias en 41 min (máxima de su carrera universitaria) en la victoria tras dos prórrogas contra los Saint Joseph's Hawks, el 29 de febrero de 2012. 
Dio 7 asistencias (máxima de la temporada) en la derrota contra los Florida State Seminoles en el torneo de la NCAA, el 16 de marzo de 2012. Marcó 19 puntos (máxima de la temporada) en la victoria en los cuartos de final de la Atlantic Ten Conference contra los Saint Joseph's Hawks, el 9 de marzo de 2012.
En su segunda temporada, su año júnior (2012-2013), jugó 29 partidos (16 como titular) con los Bonnies con un promedio de 5,3 puntos (33,3 % en triples y 66,7 % en tiros libres), 1,7 rebotes y 2 asistencias en 20,8 min. Fue elegido en el segundo mejor quinteto del Big 4 (pretemporada).
Anotó 10 o más puntos en 4 de los primeros 9 partidos y en 5 de los primeros 13, pero solo metió 10 o más puntos en 1 de los últimos 16 partidos. Fue el máximo asistente del equipo en 7 encuentros. Dio 8 asistencias (máxima de la temporada) contra los Iona Gaels, el 31 de diciembre de 2012. Robó 3 balones (máxima de la temporada) contra los The Citadel Bulldogs, el 19 de diciembre de 2012. 
Marcó 11 puntos contra los campeones de la Atlantic Ten Conference, los Saint Louis Billikens, el 26 de enero de 2013, tras no haber haber anotado ningún punto en los 2 partidos anteriores y haber metido solo 6 en los últimos 4. Anotó 14 puntos (máxima de la temporada), incluyendo 3 triples (máxima de la temporada) contra los Cleveland State Vikings, el 15 de diciembre de 2012. Cogió 4 rebotes (máxima de la temporada) contra los Ohio Bobcats, el 28 de noviembre de 2012 y contra los Duquesne Dukes, el 2 de febrero de 2013.
En su tercera y última temporada, su año sénior (2013-2014), jugó 33 partidos (todos como titular) con los Bonnies con un promedio de 11,8 puntos (50,5 % en tiros de 2 y 76,8 % en tiros libres), 3,6 rebotes, 5 asistencias y 1,2 robos en 33,4 min. Fue el 2.º del equipo en min.
Anotó 10 o más puntos en 20 de los 33 partidos que jugó, incluyendo 3 partidos con 20 o más puntos. Fue el máximo anotador del equipo en 11 encuentros y el máximo asistente en 25. Metió 10 o más puntos con solo 2 pérdidas en los primeros 3 partidos de la temporada. Marcó 24 puntos (máxima de su carrera universitaria) contra los Louisiana Tech Bulldogs en el Gulf Coast Showcase, el 27 de noviembre de 2013. Anotó 18 puntos (incluyendo un coast-to-coast con un buzzer-beating para ganar) en 40 min contra los Niagara Purple Eagles, el 21 de diciembre de 2013.
Fue el máximo anotador (23 puntos), el máximo asistente (6 asistencias) y el 1.º en min (38 min) del equipo, incluyendo 5 triples (máxima de su carrera universitaria), en el partido contra los Duquesne Dukes, el 25 de enero de 2014. Metió 10 o más puntos en los 3 partidos que jugó del torneo de la Atlantic Ten Conference. Marcó 22 puntos (incluyendo 9 tiros libres; máxima de su carrera universitaria), cogió 9 rebotes (máxima de su carrera universitaria) y dio 4 asistencias en la victoria contra los Saint Louis Billikens en los cuartos de final de la Atlantic Ten Conference, el 14 de marzo de 2014.
Finalizó la temporada en la Atlantic Ten Conference con el 9.º mejor % de tiros libres y fue el 2.º máximo asistente, el 3.º en asistencias totales (164), el 9.º en min por partido, el 10.º en min totales disputados (1,103), el 12.º en tiros libres anotados (119), el 13.º en robos totales (40) y en robos por partido y el 26º máximo anotador.
Disputó un total de 94 partidos (76 como titular) con los St. Bonaventure Bonnies entre las tres temporadas, promediando 8 puntos (32,1 % en triples y 71,6 % en tiros libres), 2,5 rebotes, 3,3 asistencias y 1 robo en 26,7 min de media.

### Profesional
Tras no ser elegido en el Draft de la NBA de 2014, el 1 de septiembre de 2014, el İstanbul DSİ de la TB2L (2.ª división turca), anunció su fichaje para la temporada 2014-2015, en la que fue su primera experiencia como profesional.
Disputó 34 partidos de liga con el conjunto de Estambul, promediando 18,9 puntos (38,6 % en triples y 71,3 % en tiros libres), 6,6 rebotes, 2,9 asistencias y 1,4 robos en 34,8 min de media.
El 27 de junio de 2015, el Rethymno Cretan Kings B.C. griego, anunció su incorporación para la temporada 2015-2016, pero dejó el equipo en enero de 2016.
Disputó 13 partidos de liga con el cuadro de Rethymno, promediando 10,6 puntos (33,3 % en triples y 63,6 % en tiros libres), 2,8 rebotes, 2,2 asistencias y 1,2 robos en 27 min de media.
El 12 de enero de 2016, el Auxilium Torino italiano, anunció su fichaje para el resto de la temporada 2015-2016. Disputó 15 partidos de liga con el Auxilium Pallacanestro Torino, promediando 3,7 puntos, 1,8 rebotes y 1,2 asistencias en 17 min de media.
El 21 de julio de 2016, el KK MZT Skopje Aerodrom macedonio, anunció su incorporación para la temporada 2016-2017.
El 19 de julio de 2017, el UCAM Murcia anuncia su incorporación para la temporada 2017-2018. Charlon jugó durante dos temporadas (2017-2019) en la Liga ACB con el UCAM Murcia, donde promedió, en 65 partido, 7,1 puntos y 1,9 asistencias, en 18 minutos de juego.
Charlon jugó la temporada 2019-20 en la liga turca, defendiendo la camiseta del Mugla Ormanspor Basketbol Kulübü. 
El 9 de septiembre de 2020, firma un contrato temporal por dos meses con Morabanc Andorra de la Liga Endesa, debido a la plaga de bajas en la plantilla, volviéndose a poner a las órdenes del técnico Ibon Navarro.
El 28 de octubre de 2020, firma por el Baloncesto Fuenlabrada de la Liga ACB para reforzar al conjunto madrileño hasta el final de la temporada con opción de corte.
El 2 de enero de 2021, el base regresa al Muğla Ormanspor Basketbol Kulübü de la Basketbol Süper Ligi.
El 12 de agosto de 2021, firma por el FC Porto de la Liga Portuguesa de Basquetebol.

### Selección nacional

#### Categorías inferiores
Disputó con las categorías inferiores de la selección holandesa el Europeo Sub-20 División B de 2009, celebrado en Skopie, Macedonia, donde Holanda consiguió la medalla de oro tras derrotar en la final por 88-77 a República Checa, y  el Europeo Sub-20 de 2010, celebrado entre Crikvenica, Makarska y Zadar, Croacia, donde Países Bajos quedó en la 15.ª posición.
En el Europeo Sub-20 División B de 2009 jugó 7 partidos con un promedio de 8,7 puntos (60,7 % en tiros de 2 y 63,6 % en tiros libres), 2,3 rebotes, 2,7 asistencias y 1,3 robos en 20 min de media. Finalizó el Europeo Sub-20 División B de 2009 como el 17.º en tiros libres anotados (3 por partido) y el 19.º máximo asistente.
En el Europeo Sub-20 de 2010 jugó 9 partidos con un promedio de 9 puntos (59,5 % en tiros de 2 y 71,8 % en tiros libres), 2,7 rebotes, 2,1 asistencias y 1,8 robos en 23,3 min de media. Fue el máximo asistente de su selección. Finalizó el Europeo Sub-20 de 2010 con el 13.º mejor % de tiros libres y fue el 15.º en robos, el 16.º en faltas recibidas (4,2 por partido), el 17.º máximo asistente y el 17.º en tiros libres anotados (3,1 por partido).

#### Absoluta
Debutó con la selección de baloncesto de los Países Bajos en el EuroBasket 2015, celebrado entre Alemania, Croacia, Francia y Letonia, donde Países Bajos quedó en la 21.ª posición.
Jugó 5 partidos con un promedio de 16,2 puntos (61,1 % en triples y 63,2 % en tiros libres), 4,6 rebotes, 3,2 asistencias y 1 robo en 29 min de media. Fue el máximo anotador y asistente y el 1.º en robos y min de su selección.
Finalizó el EuroBasket 2015 con el 3.er mejor % de triples y fue el 5.º en tiros libres anotados (4,8 por partido) y faltas recibidas (6 por partido), el 6.º en triples anotados (2,2 por partido) y el 8.º máximo anotador.
En septiembre de 2022 disputó con el combinado absoluto neerlandés el EuroBasket 2022, finalizando en vigesimosegunda posición.